# (24671) Frankmartin
(24671) Frankmartin (1989 AD7) – planetoida z pasa głównego asteroid okrążająca Słońce w ciągu 5,21 lat w średniej odległości 3 j.a. Odkryta 10 stycznia 1989 roku.